# Manettia wernhamiana
Manettia wernhamiana är en måreväxtart som beskrevs av Paul Carpenter Standley. Manettia wernhamiana ingår i släktet Manettia och familjen måreväxter. Inga underarter finns listade i Catalogue of Life.